# Jérôme de Villars
Jérôme de Villars, né en 1547 et mort le 18 janvier 1626 à Vienne, est un prélat français du XVIe siècle et du début du XVIIe siècle.
Il est l'un des cinq des archevêques de Vienne, issu de la famille de Villars (Lyonnais, Forez,).

## Biographie

### Origines
Jérôme est membre de la famille de Villars.
Il est un parent notamment de Pierre, son prédécesseur sur le trône trône de Vienne,.

### Carrière religieuse
Jérôme de Villars est abbé d'Espierres, chanoine et grand diacre de Vienne et conseiller au parlement de Paris.
Tout d'abord coadjuteur de son frère, il monte sur siège archiépiscopal de Vienne, le 3 avril 1598, après que ce dernier se soit démis en sa faveur,.
A partir de 1612, il prend pour coadjuteur son cousin Pierre, qui lui succède en 1626.
Jérôme fait beaucoup d'efforts pour faire canoniser le bienheureux Burchard, archevêque de Vienne du début du XIe siècle.
Il est plusieurs fois député à l'assemblée du clergé de France.
Jérôme de Villars meurt le 18 janvier 1626, à Vienne.